# Бібліотека майбутнього
Бібліотека майбутнього (норв. Framtidsbiblioteket) — суспільний артпроєкт, який полягає у тому, щоб упродовж століття (2014—2114) збирати щороку твори популярних письменників і не оприлюднювати їх для загалу аж до закінчення проєкту. Вибір письменника оснований на критерії: «Визначний внесок у літературу або поезію, а також вміння привернути увагу нашого та майбутніх поколінь».
2114 року сто паперових томів вийдуть обмеженою кількістю примірників, які надрукують, використовуючи тисячу дерев, що спеціально висадили у лісі Нордмарка. Проєкт започаткувала шотландська художниця Кеті Патерсон влітку 2014 року. Рукописи зберігатимуться у спеціально облаштованій залі нової будівлі публічної бібліотеки Deichmann Bjørvika Library в Осло, яку відчинили 2020 року.

## Учасники

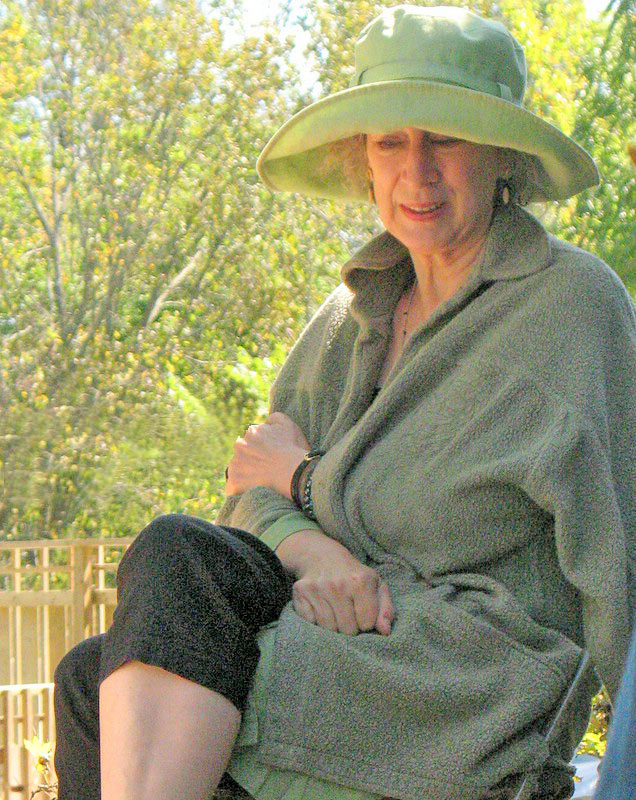
2014 — Маргарет Етвуд, Scribbler Moon.
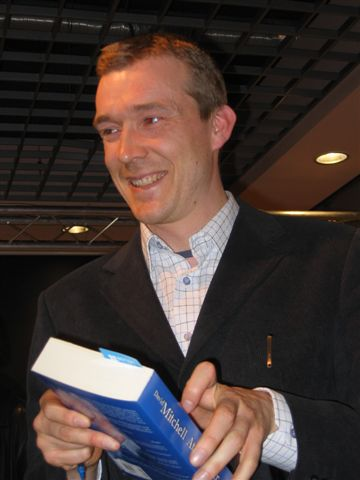
2015 — Девід Мітчелл, From Me Flows What You Call Time.
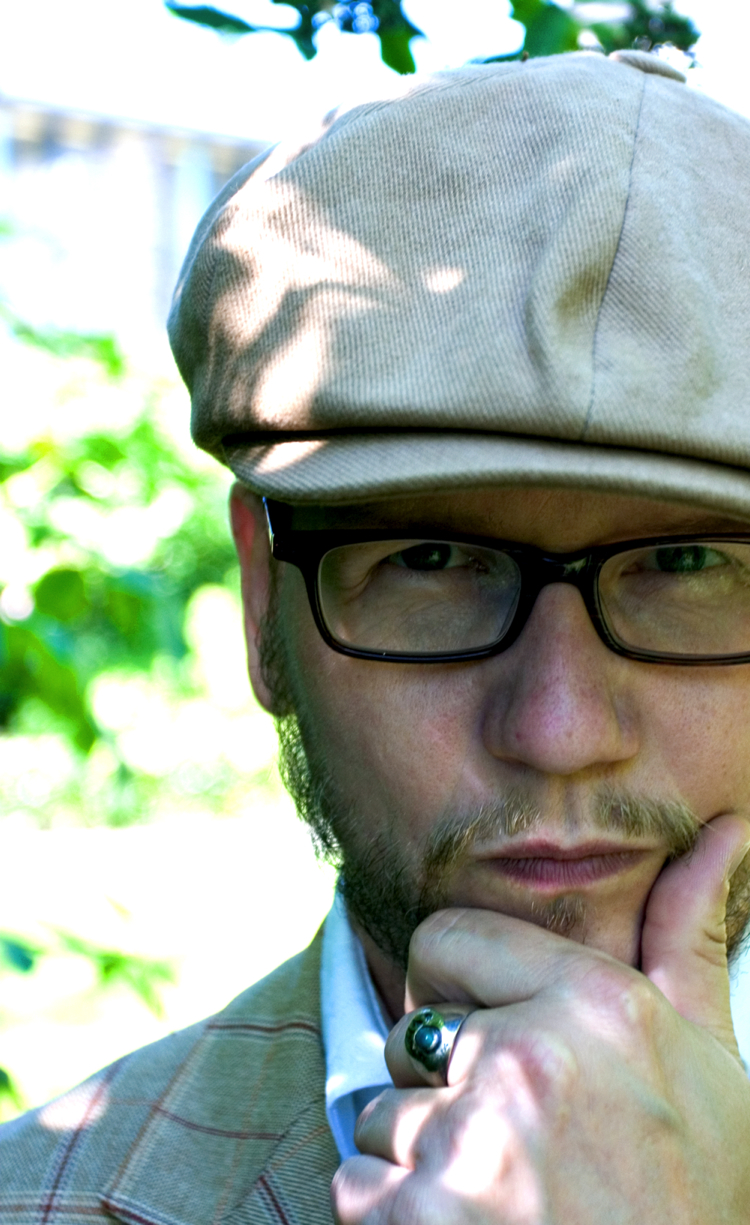
2016 — Сйон, As My Brow Brushes On The Tunics Of Angels or The Drop Tower, the Roller Coaster, the Whirling Cups and other Instruments of Worship from the Post-Industrial Age.
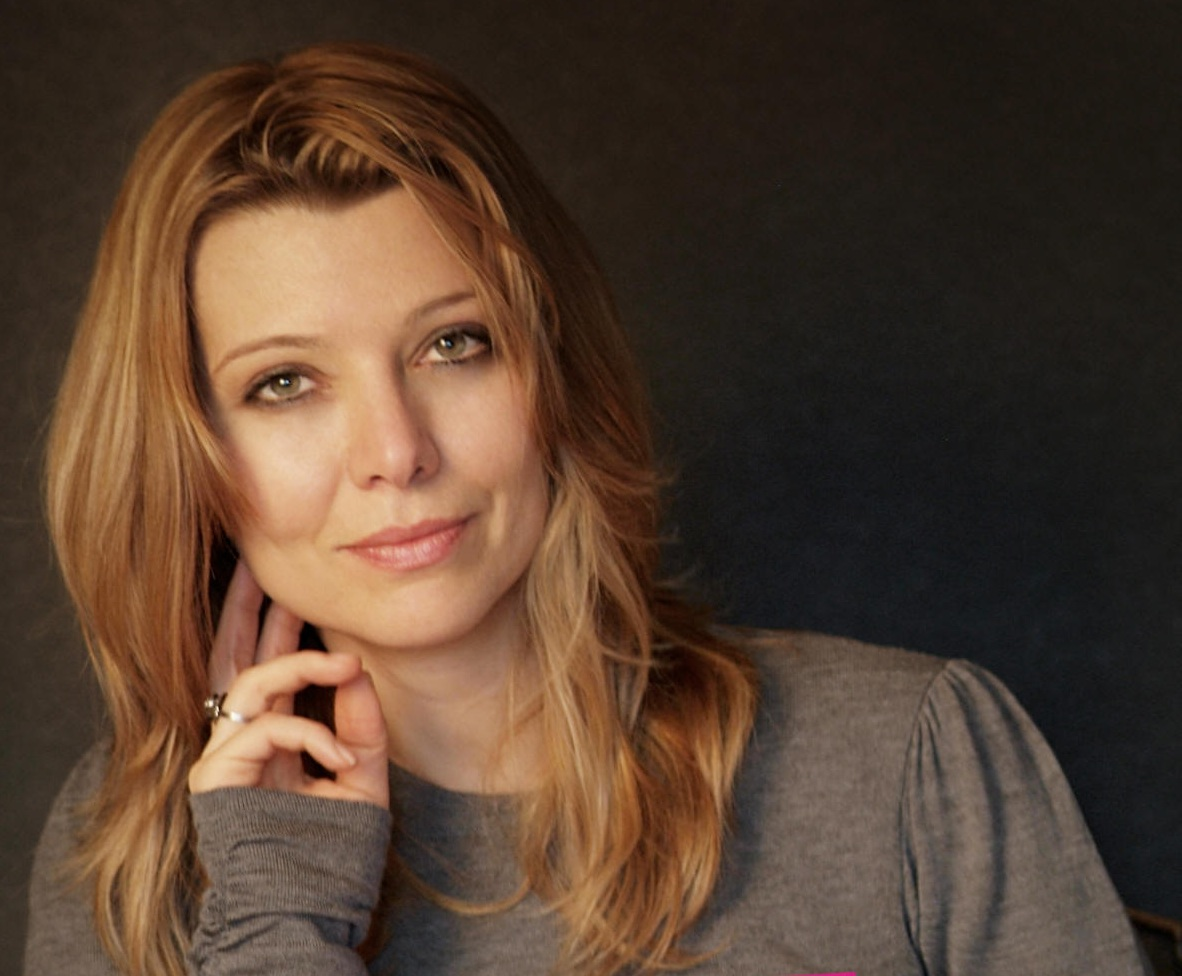
2017 — Еліф Шафак, The Last Taboo
- 2018 — Хан Ґан, Dear Son, My Beloved[11]
- 2019 — Карл Уве Кнаусгор. Blindeboken[12]
- 2020 — Оушен Вуонг, King Philip[13]
- 2021 — Ціці Дангарембга, Narini and her Donkey[14]
- 2022 — Юдіт Шаланскі, Fluff and Splinters: A Chronicle[15]
- 2023 — Валерія Луїзеллі[16]
- 2024 — Томмі Орандж[17]
- 2025 — Амітав Ґош[18]

- Маргарет Етвуд
- Девід Мітчелл
- Сйон
- Еліф Шафак